# لوایزا لامرز
لوایزا لامرز (به انگلیسی: Loiza Lamers) (زاده ۹ ژانویهٔ ۱۹۹۵) مدل هلندی است.
او یک زن ترنس است.